# Капущак Іван Олексійович
Іва́н Капуща́к (*13/17 листопада 1807, Ляхівці — †17 жовтня 1868, там само) — український громадсько-політичний діяч Галичини.

## Короткий життєпис
Народився у с. Ляхівці повіту Богородчани на Станіславівщині (тепер Підгір'я Богородчанського району Івано-Франківської обл.) в родині Олекси Капущака і Параски Одержинської. Спочатку його навчав батько — церковний півчий у Ляхівцях. Потім — у латинській гімназії Станіславова (чотири роки). Часто втікав додому, залишив школу. Родичі скерували навчатися до о. Ключника — пароха Нивочина. Знав німецьку мову. В старшому віці почав служити у війську (до 1830 року).
Після повернення з війська став сільським дяком, був ним майже 40 років до самої смерті.
14 червня 1848 р. вибраний депутатом австрійського парламенту від Солотвинського виборчого округу. На вибори з'явились всі 103 виборців (з них 81 селянин), більшістю голосів — 58 — І. Капущак був обраний. Його суперник — о. Дуткевич — отримав 39 голосів.
17 серпня 1848 Капущак при обговоренні проекту програми з аграрного питання виголосив у рейхсраті промову, що була спрямована на захист поневолених галицьких селян та містила вимогу скасування феодальних повинностей селян без викупу поміщикам. Виступ Капущака прокоментувала більшість західноєвропейських газет того часу. Вимогу, поставлену галицьким представником, підтримали всі селянські депутати віденського парламенту.  Іван Франко в 1897 переклав промову Капущака і надрукував її у своїй праці «Панщина та її скасування 1848 р. в Галичині [Архівовано 26 вересня 2018 у Wayback Machine.]» (1898). В 1850-х рр. Капущак розгорнув значну громадсько-освітянську роботу. В 1853 організував народну школу у своєму селі, став її першим вчителем. У 1854-64 — громадський писар.
Іван Капущак відзначався великою енергією як людина. Поради його були мудрі і він мав великий вплив у селі. Кожний його боявся, а коли де яка забава велася або зібрання людей на вулиці, а туди наближався Іван, і його побачили, тоді всі втікали. Мав Іван звичку і прислів'я кожному казати: «Дурню, чого ся смутиш, три дні не їж, а весело дивися».
Був прихильником школи, учителем, близько 10 років — громадським писарем. Впливав і наставляв на тому, щоб діти ходили до школи. За всяке спротив моральності, чемності, пристойності кожного ганьбив і карав — так причинився до релігійно-морального піднесення всіх громадян свого села. Кожного свого сина посилав до школи і привчав вдома до дяківства.
Знаний був Іван в околицях Богородчан і дальше як учений дяк, і люди приходили до нього на нараду за часів його послування у Відні.
Близько 1859 року пожежа знищила його домівку. За це не отримав відшкодування і тому господарство його приупало. Відтоді матеріально вже до смерті не міг піднестися з біди.
Дослідник Роман Горак вказав, що був огородником в Ляхівцях, обраний до Райхстаґу від округи з 50000 осіб.
Помер Іван Капущак 17 жовтня 1868 року в Ляхівцях.

## Сім'я
Вперше оженився 1830 року з Анастасією з роду Бугерів в Ляхівцях (1839-го померла). З першою дружиною мали 2 дітей: син Семен і донька Марія. 
Одружився вдруге в 1840 році з Анастасією з роду Стріланів з Ляховець. Від цього подружжя було 4 дітей — 3 сини: Василь, Олексій, Онуфрій, дочка Олена. В 1851 році померла друга дружина. Одружився втретє 1852 року. Мали 6 дітей: 5 хлопців — Микола, Федір, Іван, Андрій, Михайло і дівчинка Параска.